# چارچوب مفهومی
چارچوب مفهومی یک ابزار تحلیلی است که انواع مختلفی دارد. این ابزار محققانه برای مشخص کردن تفاوتهای مفهومی و سازماندهی ایده‌ها به کار می‌رود. چارچوب مفهومی قوی چیزی واقعی به دست می‌دهد به گونه‌ای که به فهم و یادسپاری یک مفهوم یا پدیده کمک می‌کند. آیزایا برلین با استفاده از استعاره از «روباه» و «جوجه تیغی» به تفاوت بین رویکرد فیلسوفان و نویسندگان در نگرش به دنیا پرداخت. برلین از خارپشت به عنوان کسانی که تنها با استفاده از یک ایده یا اصل به مشاهده جهان می‌پردازند (مانند دانته آلیگیری، بلز پاسکال، داستایفسکی، افلاطون، هنریک ایبسن و هگل) نام برد. روباه از سوی دیگر در مشاهدات جهان بینی خود نوعی پلورالیسم و نگرش ترکیبی دارد. (مثالها عبارتند از:  گوته، جیمز جویس، ویلیام شکسپیر، ارسطو، هرودوت، مولیر و بالزاک).
اقتصاددانان با استفاده از چارچوب مفهومی از «عرضه» و «تقاضا» برای تمایز بین رفتار و انگیزه‌ای سیستم‌های شرکت‌ها و مصرف‌کنندگان بهره گرفتند.

## بررسی اجمالی
استفاده از اصطلاح چارچوب مفهومی عبور هر دو مقیاس (بزرگ و کوچک تئوری) و زمینه‌های (علوم اجتماعی بازاریابی applied science هنر و غیره) رایج است.

## Types
برای روش چارچوب مفهومی روشهایی ارائه شده است:
- Working hypothesis – Exploration or Exploratory research
- Descriptive categories – Description or Descriptive research
- Practical ideal type – Analysis (Gauging)
- Models of operations research – Decision making
- Formal hypothesis – Explanation and Prediction